# Мираж (фильм, 1991)
«Мираж» (англ. Delusion) — кинофильм. Премьера — 7 июня 1991 года, США. Сборы в США — 233 488 $.

## Сюжет
- Теглайн: «She only wanted love. But money’s better than nothing.»

Джордж О’Брайен совершил нечестный поступок — он присвоил деньги своей компании. Но ему, чтобы воспользоваться этими деньгами, надо показать источник дохода. Для этого Джордж решает отправиться в знаменитый Лас-Вегас — побывав там, он сможет в дальнейшем показать, что его деньги — это выигрыш за счёт азартных игр.
По дороге в Лас-Вегас, проезжая на своём автомобиле через Невадскую пустыню, в Долине Смерти Джордж находит себе двух попутчиков — симпатичную актрису из Лас-Вегаса Пэтти и её неуравновешенного друга Чеви. В итоге оказывается, что Чеви — профессиональный убийца, и он стремится помешать Джорджу спокойно доехать до места.

## В ролях
- Джим Метцлер — Джордж О’Брайен
- Дженнифер Рубин — Пэтти
- Кайли Секор — Чеви
- Джерри Орбах — Ларри
- Трэйси Уолтер
- Рэймонд Сингер
- Барбара Элин Вудс
- Чарльз Айерс
- Роберт Костанзо
- Элберт Албала
- Дэррил Кокс
- Луреция Ковачевич